# Jan Oldenbandringh
Jan Oldenbandringh (Oosterhesselen, 5 november 1818 - Hoogeveen, 22 april 1869) was een Nederlands bestuurder. 
Oldenbandringh werkte als advocaat in Assen toen hij op 29 december 1846 werd benoemd als burgemeester van Ruinen. Op 18 september 1865 volgde zijn benoeming tot burgemeester van Hoogeveen.
Hij trouwde op 5 november 1844 in stad Groningen met apothekersdochter Catrina Petronella Johanna Huisinga, die in 1876 op 56-jarige leeftijd overleed; uit dit huwelijk werd in 1852 een dochter geboren.